# Jan Paleček
Jan Paleček († asi 1470), zvaný bratr Paleček, byl dvorní šašek krále Jiřího z Poděbrad. 

## Život
Pocházel z rodiny drobné šlechty (bývá označován jako rytíř) z vesnice Páleč, proto získal přízvisko Pálček a později Paleček. „Bratr“ se mu říkalo patrně pro jeho sympatie k Jednotě bratrské, pozdější podání vysvětlovalo přezdívku tím, že každému bez ohledu na společenské postavení říkal „bratře“. V jeho údajných skutcích a výrocích se odráží mnohé z postojů tehdejších radikálních náboženských reformátorů: například podle jedné historky královně Johaně vytkl, že podnikla pouť do Sázavského kláštera; Bohu by podle Palečka bylo jistě milejší, kdyby tento čas vyplnila prací pro chudé. Paleček nesloužil králi jen pro pobavení, ale díky svému ostrovtipu a smyslu pro spravedlnost se stal také jeho váženým rádcem. O reálné existenci Jana Palečka svědčí informace, které podává Viktorin Kornel ze Všehrd.

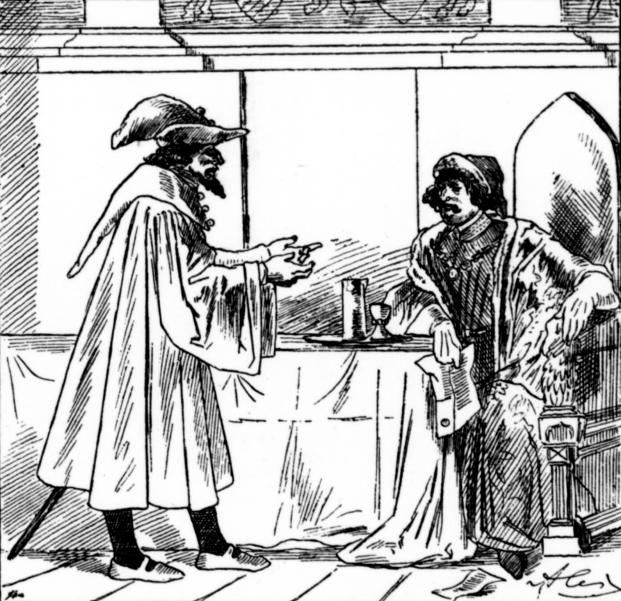
Jan Paleček a Jiří z Poděbrad (M. Aleš, ilustrace k Herbenovu Bratru Palečkovi, časopis Paleček, 1882)

### V umění
Později se Paleček stává populárním hrdinou knížek lidového čtení, kde nabývá řadu rysů podobných s Tillem Eulenspiegelem jako rouhavý šprýmař a idealizovaný ochránce bezbranných v jedné osobě. Jan Herben zpracoval jeho osudy v próze Bratr Jan Paleček, šašek krále Jiřího, Josef Hiršal a Jiří Kolář vydali ilustrovanou dětskou knihu Paleček krále Jiřího. Emanuel Frynta věnoval Palečkovi kapitolu v antologii Moudří blázni, zmiňuje ho také Luboš Y. Koláček v knize Šašci a blázni králů. Svatopluk Čech napsal báseň Král a šašek, Paleček je také hlavním hrdinou Nerudovy Balady české. Některé jeho příhody také přeložil do ruštiny Lev Nikolajevič Tolstoj pod názvem O bratru Palečkovi (česky 1947). 
Brněnské studio Československé televize natočilo roku 1988 film Bratr Paleček, v němž hrál titulní roli Jaroslav Kuneš.